# Przedecz
Przedecz este un oraș în Polonia.

## Personalități
- Władysław Umiński (1865–1954), autor de cărți pentru copii
- Stefan Wyszynski cleric